# La mia bella famiglia italiana
La mia bella famiglia italiana è un film TV italiano prodotto da Rai Fiction, ZDF, Rowboat Film e Beta Film con il sostegno della Apulia Film Commission. È stato trasmesso in Italia in prima serata il 17 febbraio 2014 su Rai 1.

## Trama
L'ingegnere Paolo Sanseviero vive in Germania da vent'anni con la moglie tedesca Martina, ma stanno attraversando un periodo di crisi. Una sera riceve la telefonata del fratello Totò, che lo prega di tornare in Puglia perché la madre Angelina sta morendo. Paolo aveva lasciato la Puglia costretto dalla madre subito dopo la morte del padre in un incidente che continua a rappresentare per lui un incubo ricorrente.
Giunto in Puglia, Paolo scopre che la madre sta benissimo e che quello del fratello è stato uno stratagemma per farlo tornare per aiutare la famiglia in profonda crisi economica. In un primo momento Paolo la prende malissimo, ma poi si riavvicina alla madre, scopre quanto la sua terra gli sia mancata e si riappacifica con la moglie.

## Produzione
Il film è stato girato tra giugno e luglio 2013 per una durata di 23 giorni tra Polignano a Mare, Crispiano e Gagliano del Capo.